# Porchères
Cet article possède un paronyme, voir Porchaire.
Porchères est une commune du Sud-Ouest de la France, située dans le département de la Gironde (région Nouvelle-Aquitaine).

## Géographie

### Généralités
Dans le nord-est de la Gironde, Porchères est bordée au sud par l'Isle sur environ six kilomètres et demi et à l'ouest par son affluent le ruisseau de Courbarieu. Elle fait partie de l'unité urbaine de Montpon-Ménestérol et faisait partie jusqu'en 2019 de l'aire urbaine de Montpon-Ménestérol.
Traversé par la route départementale (RD) 123E4, le bourg de Porchères se situe, en distances orthodromiques, onze kilomètres à l'est de Coutras et douze kilomètres à l'ouest-nord-ouest de Montpon-Ménestérol.
Le territoire communal est également desservi par les RD 10, 121, 123 et 123E3.

### Communes limitrophes
Les communes limitrophes sont Camps-sur-l'Isle, Coutras, Le Fieu, Saint-Antoine-sur-l'Isle, Saint-Christophe-de-Double et Saint-Seurin-sur-l'Isle.
| Le Fieu          | Saint-Christophe-de-Double |                          |
| Coutras          | Porchères                  | Saint-Antoine-sur-l'Isle |
| Camps-sur-l'Isle | Saint-Seurin-sur-l'Isle    |                          |

### Climat
Pour des articles plus généraux, voir Climat de la Nouvelle-Aquitaine et Climat de la Gironde.
Historiquement, la commune est exposée à un climat océanique aquitain.  
En 2020, Météo-France publie une typologie des climats de la France métropolitaine dans laquelle la commune est exposée à un climat océanique et est dans la région climatique  Aquitaine, Gascogne, caractérisée par une pluviométrie abondante au printemps, modérée en automne, un faible ensoleillement au printemps, un été chaud (19,5 °C), des vents faibles, des brouillards fréquents en automne et en hiver et des orages fréquents en été (15 à 20 jours).
Pour la période 1971-2000, la température annuelle moyenne est de 12,9 °C, avec une amplitude thermique annuelle de 15,2 °C. Le cumul annuel moyen de précipitations est de 834 mm, avec 11,9 jours de précipitations en janvier et 6,7 jours en juillet. Pour la période 1991-2020, la température moyenne annuelle observée sur la station météorologique la plus proche, située sur la commune de Saint-Émilion à 20 km à vol d'oiseau, est de 13,9 °C et le cumul annuel moyen de précipitations est de 798,1 mm,. Pour l'avenir, les paramètres climatiques de la commune estimés pour 2050 selon différents scénarios d’émission de gaz à effet de serre sont consultables sur un site dédié publié par Météo-France en novembre 2022.

## Urbanisme

### Typologie
Au 1er janvier 2024, Porchères est catégorisée commune rurale à habitat dispersé, selon la nouvelle grille communale de densité à sept niveaux définie par l'Insee en 2022.
Elle appartient à l'unité urbaine de Montpon-Ménestérol, une agglomération inter-départementale regroupant sept  communes, dont elle est une commune de la banlieue,,. La commune est en outre hors attraction des villes,.

### Occupation des sols

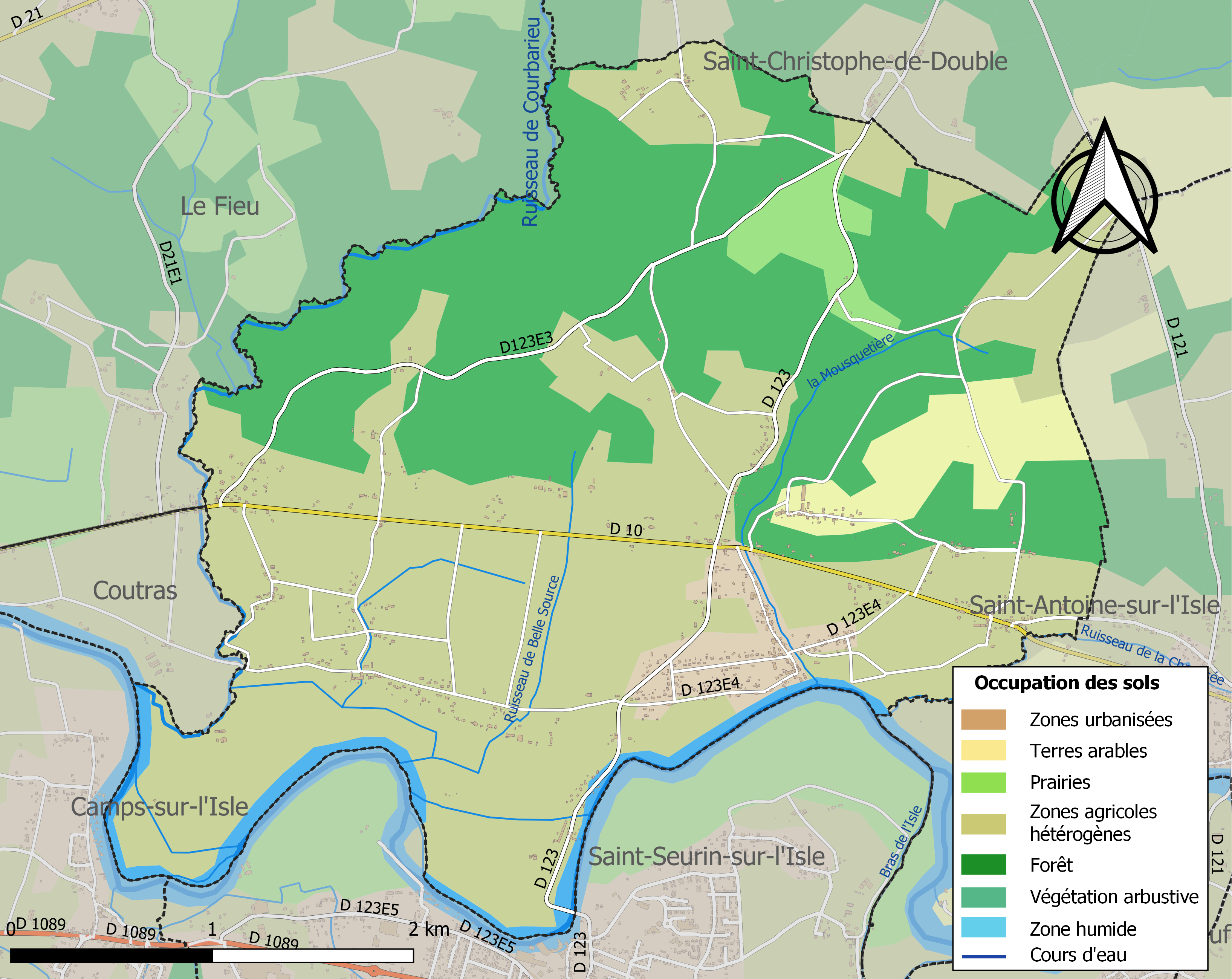
Carte des infrastructures et de l'occupation des sols de la commune en 2018 (CLC).

L'occupation des sols de la commune, telle qu'elle ressort de la base de données européenne d’occupation biophysique des sols Corine Land Cover (CLC), est marquée par l'importance des territoires agricoles (58,3 % en 2018), en diminution par rapport à 1990 (62,4 %). La répartition détaillée en 2018 est la suivante : 
zones agricoles hétérogènes (51,7 %), forêts (35,3 %), terres arables (4,2 %), eaux continentales (3,3 %), zones urbanisées (3,1 %), prairies (2,4 %). L'évolution de l’occupation des sols de la commune et de ses infrastructures peut être observée sur les différentes représentations cartographiques du territoire : la carte de Cassini (XVIIIe siècle), la carte d'état-major (1820-1866) et les cartes ou photos aériennes de l'IGN pour la période actuelle (1950 à aujourd'hui).

### Risques majeurs
Le territoire de la commune de Porchères est vulnérable à différents aléas naturels : météorologiques (tempête, orage, neige, grand froid, canicule ou sécheresse), inondations, feux de forêts et séisme (sismicité faible). Un site publié par le BRGM permet d'évaluer simplement et rapidement les risques d'un bien localisé soit par son adresse soit par le numéro de sa parcelle.
Certaines parties du territoire communal sont susceptibles d’être affectées par le risque d’inondation par débordement de cours d'eau, notamment l'Isle et le ruisseau de Courbarieu. La commune a été reconnue en état de catastrophe naturelle au titre des dommages causés par les inondations et coulées de boue survenues en 1982, 1983, 1999 et 2009,.
Porchères est exposée au risque de feu de forêt. Depuis le 20 avril 2016, les départements de la Gironde, des Landes et de Lot-et-Garonne disposent d’un règlement interdépartemental de protection de la forêt contre les incendies. Ce règlement vise à mieux prévenir les incendies de forêt, à faciliter les interventions des services et à limiter les conséquences, que ce soit par le débroussaillement, la limitation de l’apport du feu ou la réglementation des activités en forêt. Il définit en particulier cinq niveaux de vigilance croissants auxquels sont associés différentes mesures,.

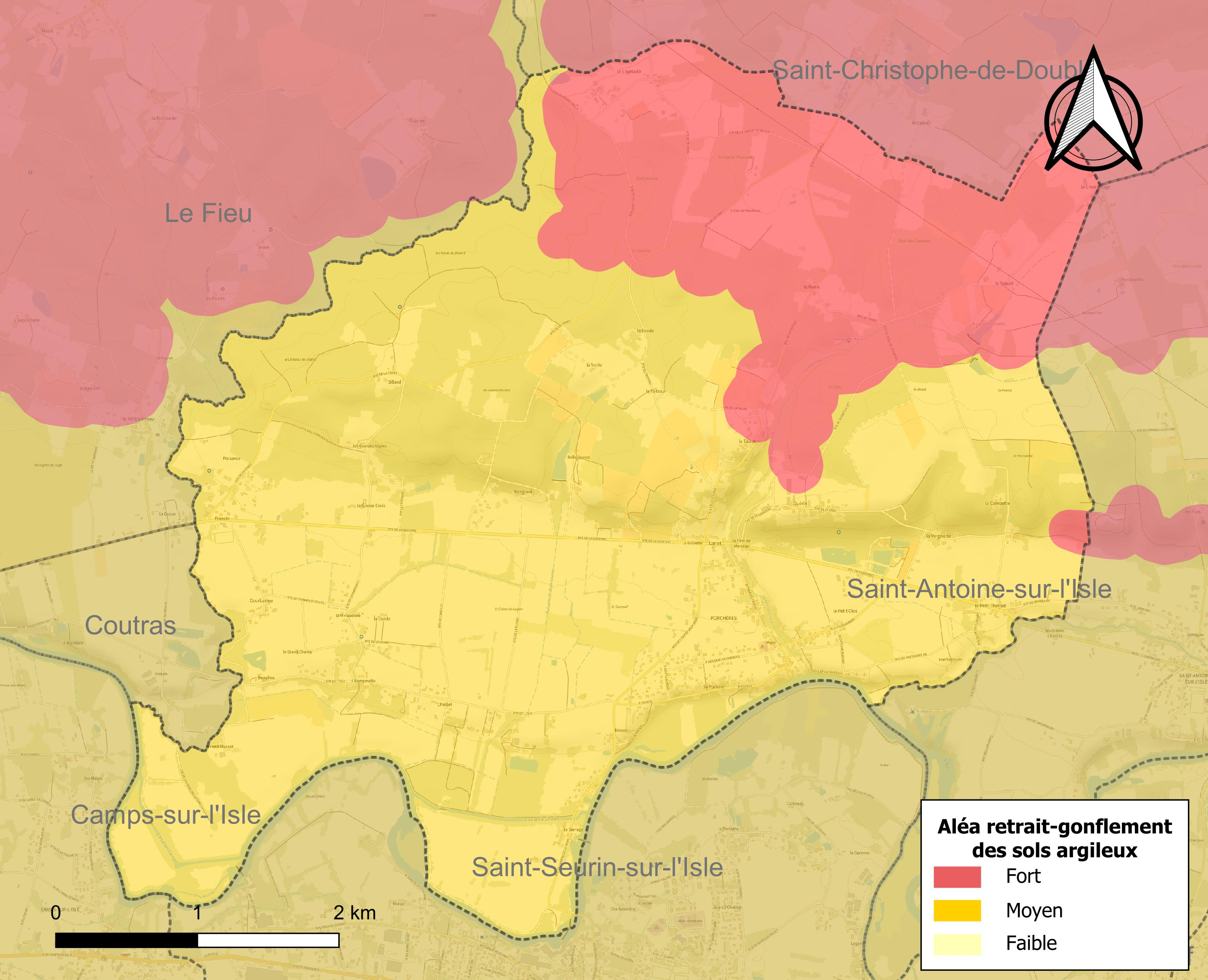
Carte des zones d'aléa retrait-gonflement des sols argileux de Porchères.

Le retrait-gonflement des sols argileux est susceptible d'engendrer des dommages importants aux bâtiments en cas d’alternance de périodes de sécheresse et de pluie. La totalité de la commune est en aléa moyen ou fort (67,4 % au niveau départemental et 48,5 % au niveau national). Sur les 426 bâtiments dénombrés sur la commune en 2019,  426 sont en aléa moyen ou fort, soit 100 %, à comparer aux 84 % au niveau départemental et 54 % au niveau national. Une cartographie de l'exposition du territoire national au retrait gonflement des sols argileux est disponible sur le site du BRGM,.
Par ailleurs, afin de mieux appréhender le risque d’affaissement de terrain, l'inventaire national des cavités souterraines permet de localiser celles situées sur la commune.
Concernant les mouvements de terrains, la commune a été reconnue en état de catastrophe naturelle au titre des dommages causés par la sécheresse en 2005 et par des mouvements de terrain en 1999.

## Toponymie
Du latin porcus avec le suffixe aria.

## Histoire
Le nom de Porchères [Porcaria] provient d'un dérivé du mot « porcheries», » car de nombreuses porcheries étaient basées à Porchères afin d'alimenter Saint-Antoine-sur-l'Isle, alors appelé Saint-Antoine-du-Pizou.
Au VIIIe siècle, afin de se protéger des Normands et de leurs installations -comme à Puynormand,- les habitants construisent une motte castrale, la motte de Billard, au lieu-dit de Billard.
Aux alentours de l'an 1000, la paroisse de Saint-Pierre de Porchères est créée ainsi qu'une église -l'église Saint-Pierre- entourée d'un cimetière.
Après 1100, Pierre, Archambaud et leur frère Gérald de Porchères, ainsi que Bernard de la Roche, leur parent consanguin, ont donné à Dieu et à Saint Jean d'Aureil le Mas Baston (près de Limoges), pour le repos de leurs âmes, la pleine propriété (alodium) du fonds ainsi que tout ce qu'ils possédaient en propriété, c'est-à-dire les jardins, les prés, une partie des redevances et l'intégralité des terres.
La bulle de 1171 du pape Alexandre III, cite les édifices religieux de Chamadelle, Les Peintures, Porchères, Le Fieu, parmi ceux donnés à l'abbaye de Guîtres.
Dans la première moitié du XVe siècle, la guerre de Cent Ans et la peste éliminent la totalité des habitants de Porchères.
Dans la seconde moitié du XVe siècle, Odet d'Aydie, vicomte de Fronsac, crée un moulin et fait venir des habitants de Poitou et de Charente afin de repeupler la paroisse. Les familles étrangères donnent ainsi leurs noms à des lieux-dits comme Chollet, Champeville, Rangeard ou Chalbat -de Chalibat.
Au XVIe siècle Porchères est un territoire dangereux car il est dans la zone de conflit des guerres de Religion. Son église est alors ravagée mais en 1634, l'abbé de Guîtres, Nicolas-Claude Fabri de Peiresc dit Peiresc fait rénover l'église.
Aux XVIIe et XVIIIe siècles, Porchères connaît une certaine prospérité. Comme beaucoup de communes, la commune de Porchères a été créée par le décret du 14 décembre 1789 à partir de l'ancienne paroisse de Saint-Pierre-de-Porchères, dépendante de l'église paroissiale Saint-Pierre de Porchères, aujourd'hui remplacée par une église du même nom.
En 1850, le moulin de Porchères est construit.
En 1859, l'ancienne église est démolie et en 1862, la nouvelle église du même nom est construite pas loin de la première.

## Politique et administration
| Période                                  | Période   | Identité            | Étiquette | Qualité                        |
| ---------------------------------------- | --------- | ------------------- | --------- | ------------------------------ |
| 1960                                     | juin 2013 | Pierre Barrau       | SFIO-PS   | Conseiller général (1994-2013) |
| 2013                                     | 2014      | Claudine Caillabère |           |                                |
| 2014                                     | En cours  | David Redon         |           |                                |
| Les données manquantes sont à compléter. |           |                     |           |                                |

## Démographie
L'évolution du nombre d'habitants est connue à travers les recensements de la population effectués dans la commune depuis 1793. Pour les communes de moins de 10 000 habitants, une enquête de recensement portant sur toute la population est réalisée tous les cinq ans, les populations de référence des années intermédiaires étant quant à elles estimées par interpolation ou extrapolation. Pour la commune, le premier recensement exhaustif entrant dans le cadre du nouveau dispositif a été réalisé en 2008.

En 2022, la commune comptait 876 habitants, en évolution de −2,23 % par rapport à 2016 (Gironde : +6,91 %, France hors Mayotte : +2,11 %).
| 1793 | 1800 | 1806 | 1821 | 1831 | 1836 | 1841 | 1846 | 1851 |
| ---- | ---- | ---- | ---- | ---- | ---- | ---- | ---- | ---- |
| 469  | 405  | 404  | 394  | 475  | 483  | 552  | 566  | 597  |

| 1856 | 1861 | 1866 | 1872 | 1876 | 1881 | 1886 | 1891 | 1896 |
| ---- | ---- | ---- | ---- | ---- | ---- | ---- | ---- | ---- |
| 609  | 700  | 711  | 655  | 640  | 645  | 605  | 602  | 603  |

| 1901 | 1906 | 1911 | 1921 | 1926 | 1931 | 1936 | 1946 | 1954 |
| ---- | ---- | ---- | ---- | ---- | ---- | ---- | ---- | ---- |
| 591  | 623  | 594  | 586  | 568  | 520  | 570  | 535  | 603  |

| 1962 | 1968 | 1975 | 1982 | 1990 | 1999 | 2006 | 2008 | 2013 |
| ---- | ---- | ---- | ---- | ---- | ---- | ---- | ---- | ---- |
| 573  | 524  | 531  | 541  | 668  | 726  | 847  | 882  | 912  |

| 2018 | 2022 | - | - | - | - | - | - | - |
| ---- | ---- | - | - | - | - | - | - | - |
| 866  | 876  | - | - | - | - | - | - | - |

## Lieux et monuments
- Église Saint-Pierre de Porchères.
- Moulin de Porchères.

## Personnalités liées à la commune
Le député André Lathière est né dans la commune.